# Микеле Алборето
Микеле Алборето (итал. Michele Alboreto; 23. децембар 1956 — 25. април 2001) је бивши италијански возач Формуле 1. Остао је упамћен по томе што је заузео друго место у светском шампионату 1985. године, одмах иза Алана Проста. У Формули један је учествовао од 1981. године па све до 1994. године, а највећи део каријере провео је у тиму Ферарија.